# Sárossy Mihály
Sárossy Mihály (Budapest, 1893. október 6. – Budapest, 1982. április 27.) színész, énekes, nyelvész, eszperantista.

## Pályafutása
1911-ben kezdte pályáját. Előbb vidéken működött, azután a Király Színház tagja lett. Az első világháború alatt a harctérre került, orosz hadifogságba esett, majd a szibériai Magyar Színházi Együttesnek négy évig vezetője volt Baghy Gyula. 1929 és ’37 között a Bethlen Téri Színházban lépett fel. 1947-ben a Belvárosi Színházban játszott.